# Hubert Raudaschl
Hubert Raudaschl (n. 26 august 1942, St. Gilgen⁠(d), Salzburg, Austria) este un iahtman ce a reprezentat Austria, medaliat olimpic. A participat la 9 ediții ale Jocurilor Olimpice (1964, 1968, 1972, 1976, 1980, 1984, 1988, 1992, 1996) în care a câștigat două medalii de argint.